# Daikaijū Monogatari II
Daikaijū Monogatari II (大貝獣物語II?) es un videojuego de rol desarrollado por Birthday y publicado por Hudson Soft para Super Famicom en agosto de 1996 en Japón. Es una secuela de Daikaijū Monogatari.
- Datos: Q11439204